# Carl Gangolf Kayser

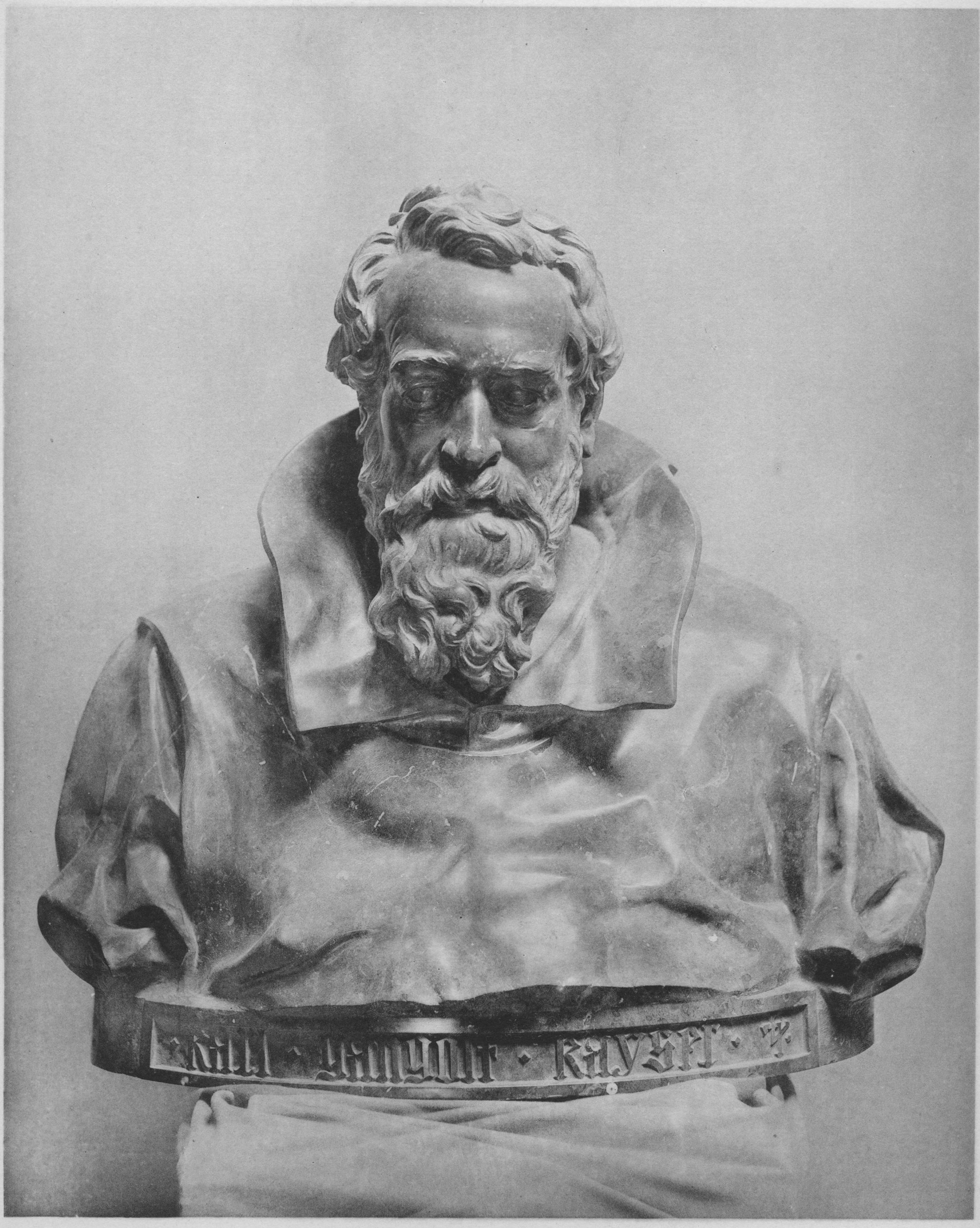
Porträtbüste Kaisers von Viktor Tilgner

Carl Gangolf Kayser (andere Schreibweise: Carl Gangolph Kaiser, * 12. Februar 1837 in Wien; † 2. September 1895 in Inzersdorf) war ein österreichischer Architekt.

## Leben
Carl Gangolf Kayser war in Wien an der Akademie für Bildende Künste und ebenso in München in der Bildhauerklasse eingeschrieben. Eine schulische Ausbildung als Architekt konnte bisher nicht nachgewiesen werden. Allerdings wird er in der Akademie als nicht immatrikulierter Schüler von Friedrich von Schmidt geführt. Er spezialisierte sich auf mittelalterliche Architektur.
Nach mehreren Studienreisen begleitete er Erzherzog Ferdinand Maximilian von Österreich nach Mexiko und war dort von 1864 bis 1867 als Hofarchitekt für den nunmehrigen Kaiser Maximilian I. von Mexiko tätig. Kayser plante einen Umbau des Palacio Nacional und der Schlösser Chapultepec und Tehuantepec. Nach dem Zusammenbruch des mexikanischen Kaiserreiches kehrte er nach Österreich zurück und wirkte an der Restaurierung des Palais Auersperg in Wien und mehrerer Burgen in Niederösterreich, wie z. B. Kreuzenstein unter Johann Nepomuk Graf Wilczek in Zusammenarbeit mit Humbert Walcher Ritter von Molthein und dem Künstler Egon Rheinberger, der Burg Liechtenstein, und Schloss Seebarn in der Gemeinde Harmannsdorf.
Auf Burg Kreuzenstein befindet sich eine im Auftrag des Grafen Wilczek von Viktor Tilgner gefertigte Porträtbüste des Baumeisters und ein Gipsabguss derselben im Wien Museum. Eine von Josef Löwy aufgenommene Fotografie der Büste ist in der Sammlung über Kaiser Maximilian I. von Mexiko auf Burg Hardegg zu sehen.

## Bauten
- Burg Kreuzenstein
- Burg Hardegg
- Burg Liechtenstein
- Burg Šternberk

Galerie
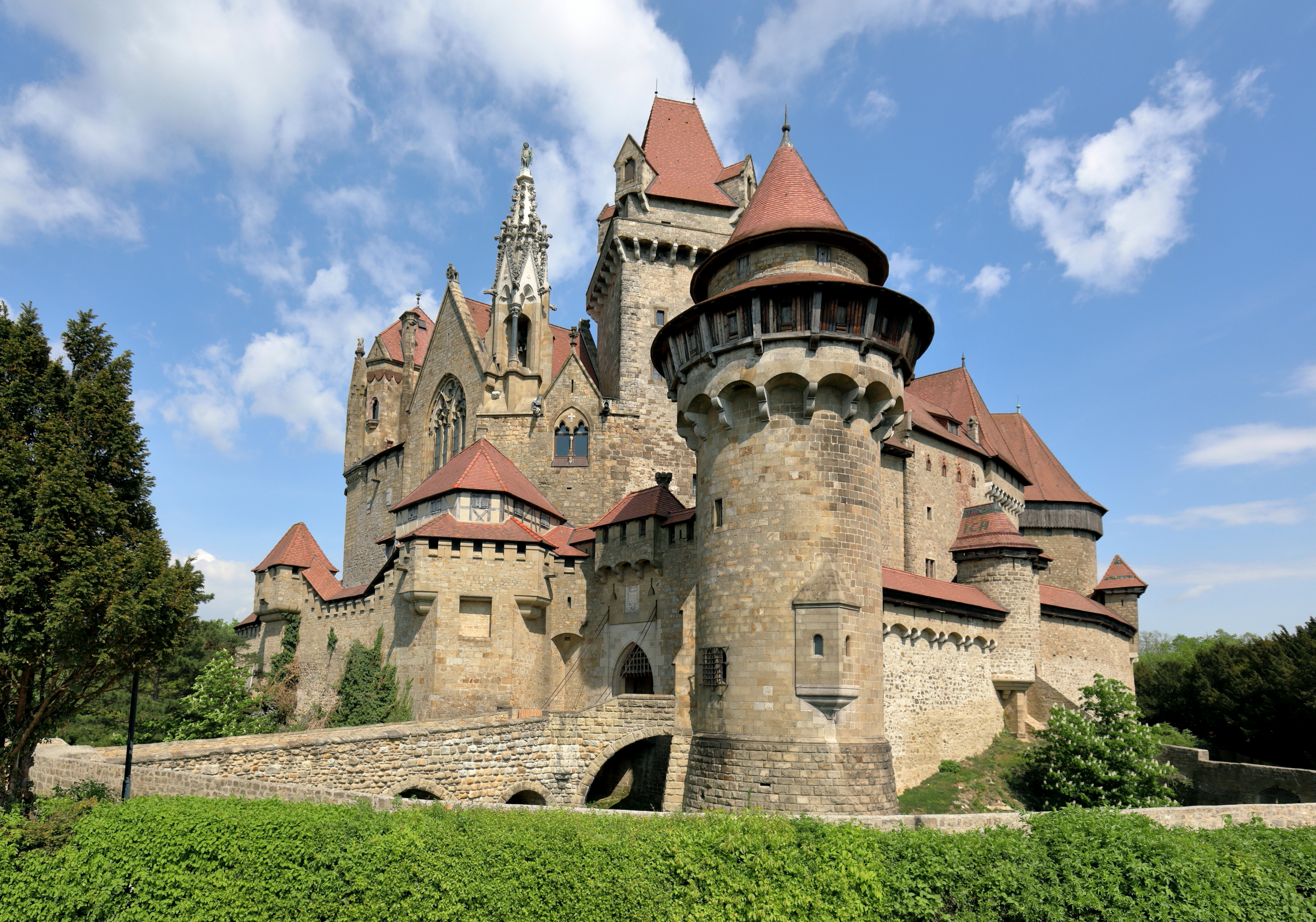
Burg Kreuzenstein
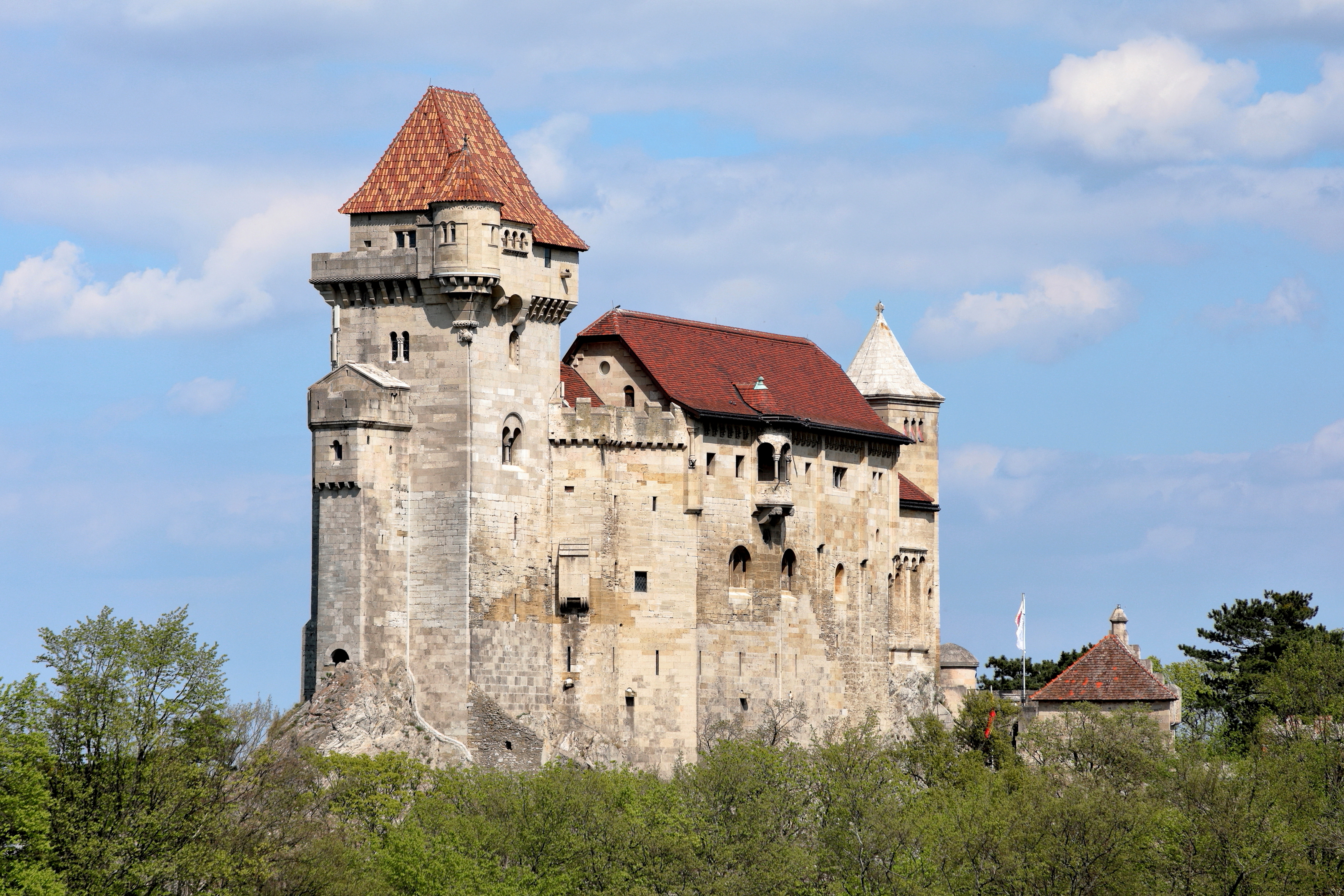
Burg Liechtenstein
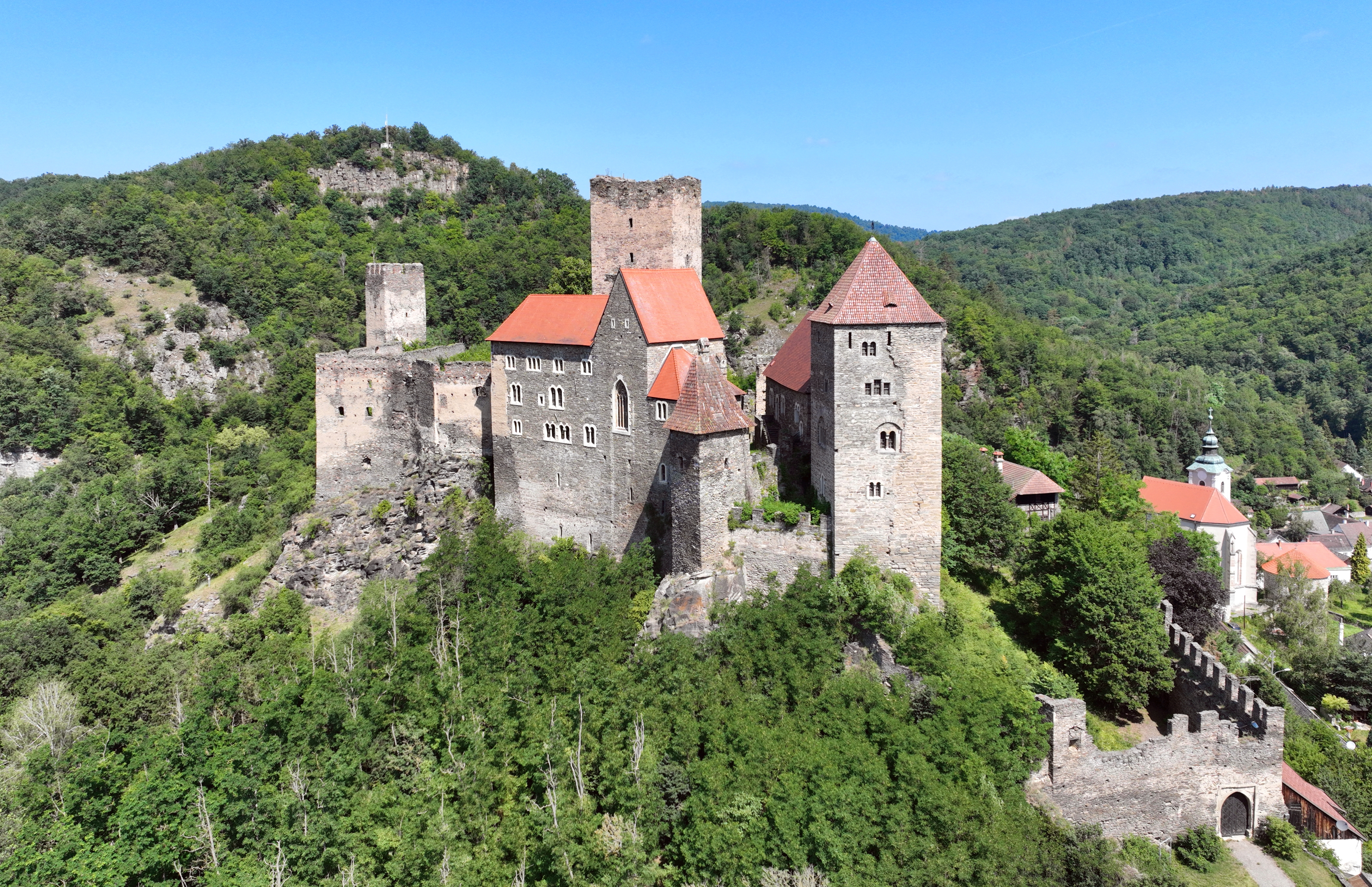
Burg Hardegg
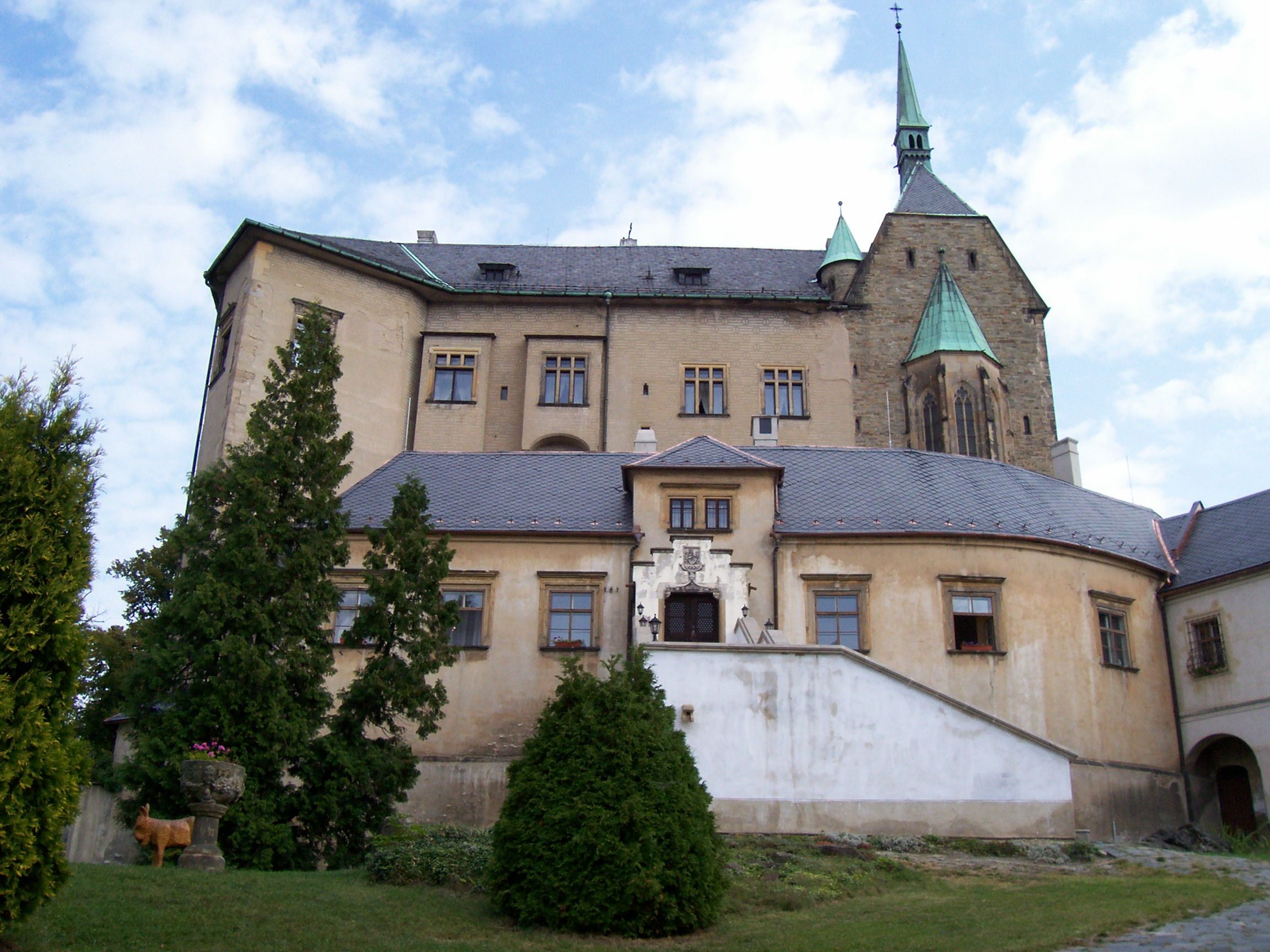
Burg Šternberk
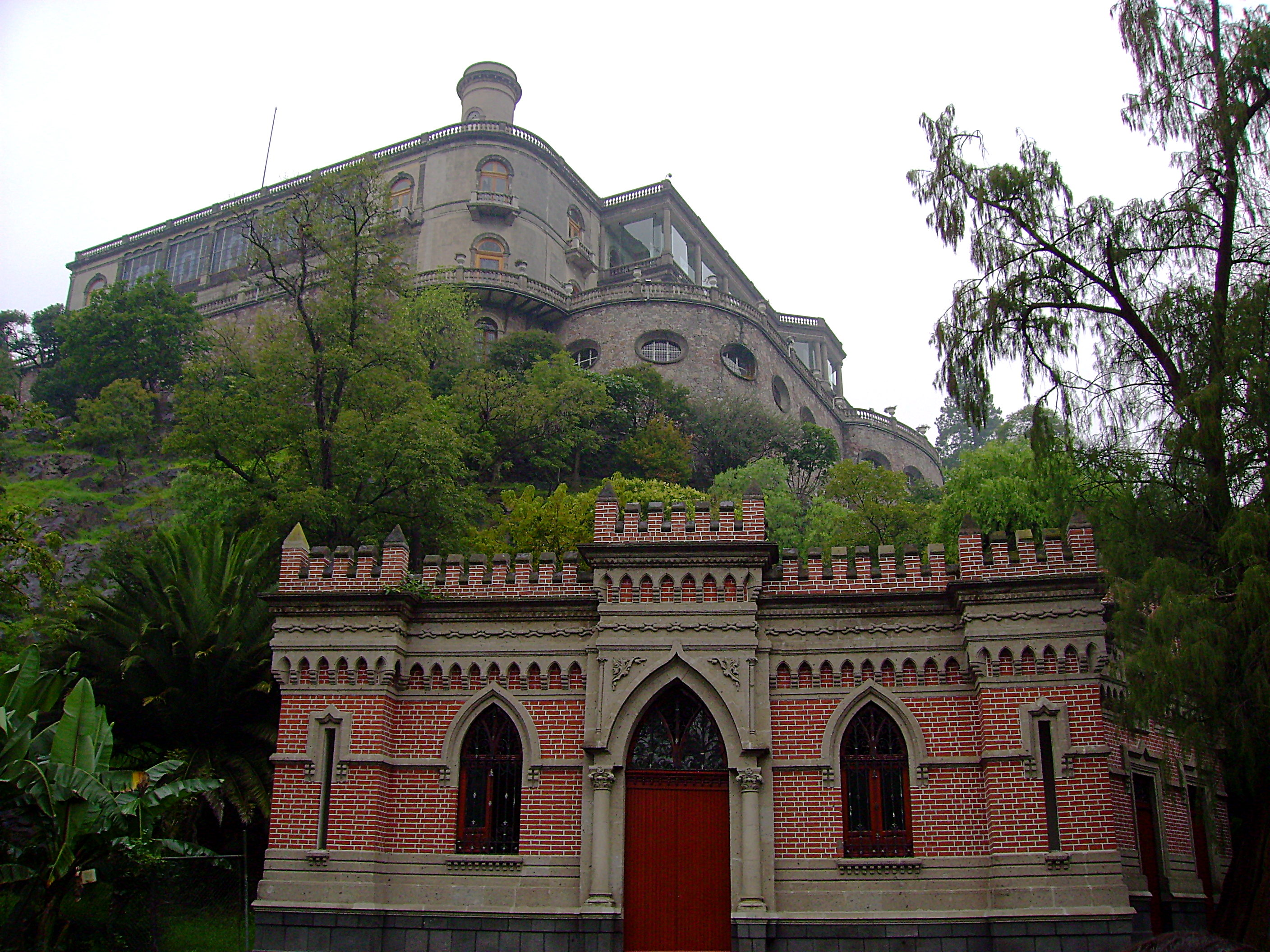
Schloss Chapultepec
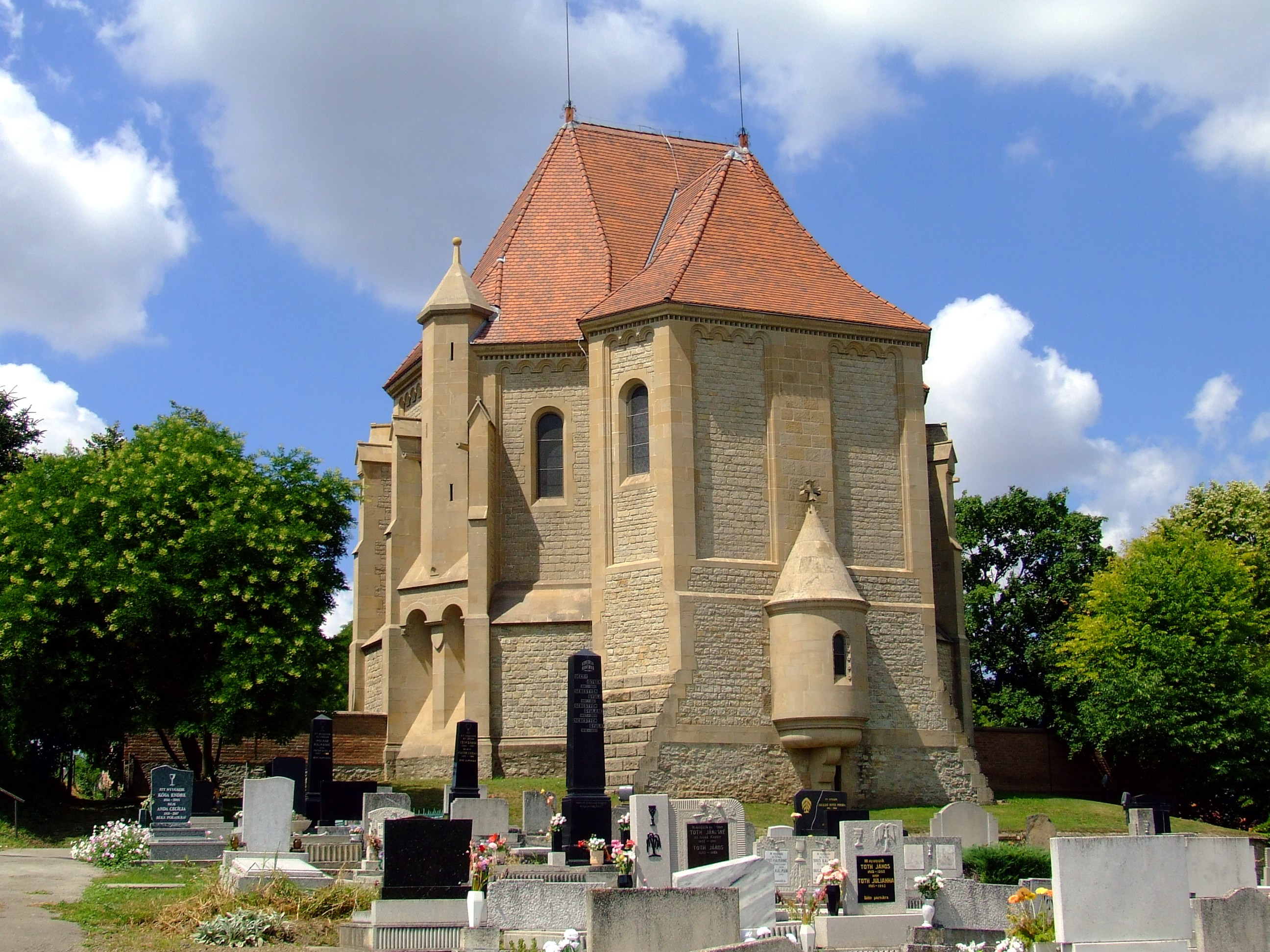
Batthyány-Montenuovo-Mausoleum (Bóly, Ungarn)